# 朱鹮
朱鷺（学名：Nipponia nippon），又名朱鹭、日本凤头鹮、朱脸鹮鹭，在日本亦俗稱桃花鳥，是一種罕見的中型䴉科鳥類，也是朱䴉屬的唯一物種，曾一度廣布於東北亞，如今僅在中國漢中盆地尚存野生族群。根據2014年的統計，全球野生朱鷺数量僅存一千餘隻。至2021年，朱鷺的数量已经恢复到七千餘隻的规模。

## 生态环境
与大部分鹭科鸟类相似，朱鹮的栖息地和取食地是分开的，它们喜欢栖息在高大的乔木顶端，在水田、沼泽、山区溪流附近觅食。

## 分布地域
朱鹮曾经是分布非常广泛的一个鸟种，历史上中国东北、臺灣（1945年以前）、日本、朝鲜和俄罗斯的西伯利亚都有朱鹮分布的记录。它在中国的分布范围较广泛，也曾经是东亚地区非常常见的一个鸟种。在江户时代的日本，由于朱鹮数量过多危害农业，曾有农民向幕府申请要求驱赶捕猎朱鹮。但从1960年代开始，本物种的数量陡降，到1970年代，中国、日本和苏联的科学家花费大量精力寻找朱鹮但一无所获，一度以为朱鹮已经灭绝。日本最后5只野生朱鹮于1981年被全部捕获，进行人工饲养以復育但失敗；2003年10月10日朱鷺「金」死亡後，日本原生的野生朱鹮已告絕滅。日本現有的朱鹮是1990年代從中國引進的，為中日兩國合作人工繁殖的育種，不携带“金”的基因。
中国自从1964年后（在甘肃省康县采集的一只个体）没有朱鹮的报道。中国科学家刘荫增带领团队经过三年五万多公里的科学考察，终于在1981年5月下旬，在陕西南部的汉中洋县八里关乡姚家沟村及附近的金家河村发现仅存的7只朱鹮，并在那里建立专门的保护区，目前中国是世界上唯一有野生朱鹮分布的国家。30多年後，2018年的野生种群数量已经超过1700只，并建立了一定规模的人工饲养种群，朱鹮终于摆脱了“野外灭绝”的危险。

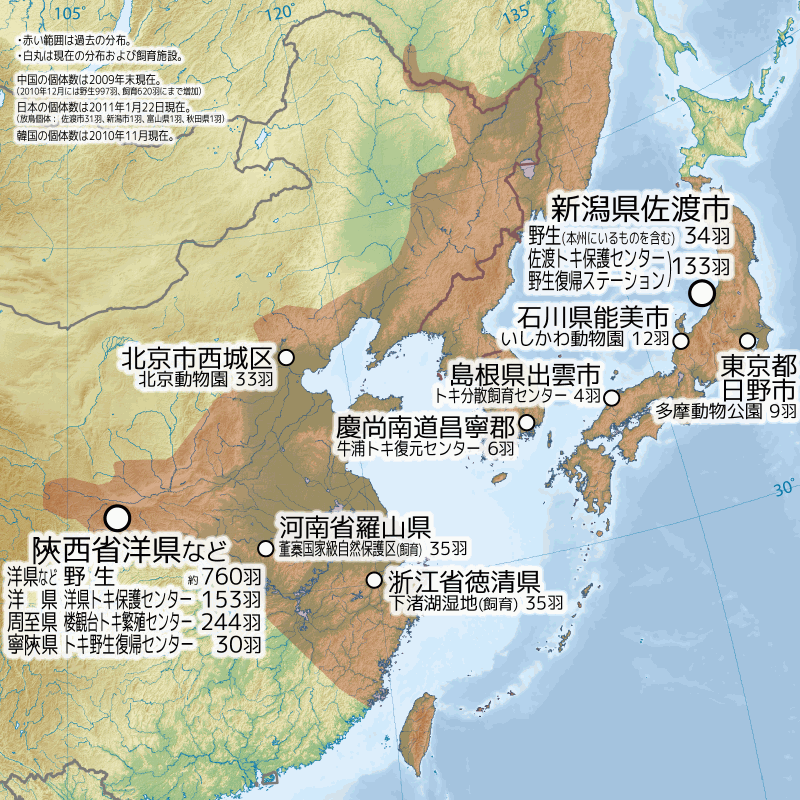
朱紅色區域是朱鷺過去的分布區域。白色圓點則是朱鷺的復育地點。

## 特征
朱鹮为雄雌同形同色的鸟类，成鸟全身羽色以白色为基调，但上下体的羽干以及飞羽略沾淡淡的粉红色，尤以初级飞羽的粉红色较浓，头颈部的羽毛特化伸长形成下垂的冠羽，整个面部，包括额部、眼周、眼睑和下嘴基部裸露无羽毛，且呈鲜艳的红色，喙的尖端和下喙的基部红色其他部分黑色，虹膜金黄色，脚亦为鲜亮的红色。
朱鹮的灰色羽毛是繁殖羽，繁殖季节的成鸟在整个头部和颈部乃至肩部会分泌出黑色的粉末状物质，通过朱鹮的“水浴”，将头部，颈部和背部部沾染成灰黑色。但必须指出这种颜色的变化是由分泌物造成的，而非羽毛本身颜色的变化。幼鸟为成鸟的灰色版本，在成鸟应为白色的羽毛在幼鸟均为灰色。头部的冠羽较短。朱鹮的叫声非常嘈杂刺耳。
朱鹮平均寿命为20－30岁。最长寿的朱鹮为日本在1968年3月捕获的名叫“阿金”，人工饲养条件下于2003年10月10日因为头部撞击笼子而死亡，殁年36岁。
身長75公分，翼展可達130公分。

## 食物
朱鹮是一种触觉性取食的鸟类。朱鹮喙部尖端有很多触觉细胞，常用其长而弯的喙部从水下的泥里探寻虾蟹、蛙类、小鱼、田螺甲虫等水生动物为主食，有時还會吸入泥土來萃取有機物質。其他食物还有泥鳅、鲫鱼、黄鳝，蛙类，河蟹，泽虾，田螺、蝌蚪，蟋蟀，蝗虫，蝉，蛇类，蝾螈，水生昆虫；偶尔也会吃一些稻穗，豆类，荞麦，草籽等。

## 繁殖与保护
朱鹮每年4月开始筑巢，巢构建在杨树等高大乔木的树梢，离地面有5－10米的高程，巢系由树枝枯藤等材料交缠而成，每巢产卵2－4枚，卵淡青色，具褐色斑点，孵化期约一个月。
- CITES濒危等级：附录I 生效年代：1997年
- IUCN濒危等级：濒危 生效年代：1996年
- IUCN濒危等级：EN D 生效年代：2003年
- 中国国家重点保护等级：一级 生效年代：1989年
- 中国濒危动物红皮书等级：濒危 生效年代：1996年

## 濒危因素
目前朱鹮受到生存环境恶化、天敌威胁和自身生物学性质的影响而濒危。由于适合朱鹮筑巢的高大乔木遭砍伐，以及适合朱鹮觅食的水田大面积改造为旱田，本物种的生存空间正在不断收缩，另外越来越广泛使用的农药也威胁了他们的安全；朱鹮种群高度密集，至今只有一个野外种群，一旦爆发疫情很容易造成种群灭绝，另外自身繁殖能力低下与抵御天敌的能力较弱也是造成本物种濒危的重要原因。
2014年5月28日，在中国大陆陕西省汉中市洋县被拍摄到王锦蛇攻击保护鸟类朱鹮的照片。

## 朱鷺的保护和人工繁殖
1986年在中国林业部的支持下，陕西省政府在洋县成立“陕西朱鷺保护观察站”专门负责朱鹮的保护与研究。从1993年至2003年，在陕西、北京等地共建立了十三个朱鷺保护地，总面积达四千二百三十公顷，此外为了扩大种群，北京动物园还积极开展朱鷺人工繁殖的研究，是世界上最早成功繁殖朱鷺的科研机构。主持这项工作的是北京动物园高级工程师李福来。
2008年朱鹮在浙江省德清县开始进行野外放养训练和养殖，浙江大学提供技术支持。
2021年10月26日上午，陝西省政府公佈《朱鹮保護藍皮書》；2022年3月，由國家林業和草原局與陝西漢中朱鹮國家級自然保護區管理局牽頭，聯合中國國內朱鹮保護機構、科研院所、高校、公益組織和企業機構成立朱鹮保護國家創新聯盟，每年秋季組織會議與公佈全球朱鹮的統計數量。截至2023年10月，全球朱鹮数量为11000多只，其中野生种群数量6600多只，野化放归种群数量2100多只，人工种群数量2200多只。
中、日兩國从1985年起共同保護朱鷺，並簽訂了《中日共同保護朱鷺計劃》，各自为立法及教育推廣保护朱鷺而努力。